# Schutzkomitee Freiheit und Sozialismus
Das Schutzkomitee Freiheit und Sozialismus war eine 1976 in West-Berlin gegründete Organisation von Intellektuellen, die sich für die Freilassung von politischen Häftlingen in der DDR einsetzte.
Nach der Biermann-Ausbürgerung und der darauf folgenden Verhaftungswelle (von der z. B. Jürgen Fuchs, Christian Kunert und Gerulf Pannach betroffen waren) sowie dem Prozess gegen Rudolf Bahro ergriff der West-Berliner Publizist Hannes Schwenger die Initiative zur Gründung des Schutzkomitees. Mitbegründer war u. a. der Historiker und Soziologe Manfred Wilke; prominente Mitglieder waren Heinrich Albertz, Heinrich Böll, Friedrich Dürrenmatt, Hans Magnus Enzensberger, Max Frisch, Robert Jungk, Otto Schily und Romy Schneider.
Die erste Aktion bemühte sich um die Freilassung des Schriftstellers Jürgen Fuchs, der in Untersuchungshaft der DDR-Staatssicherheit saß. Das Schutzkomitee Freiheit und Sozialismus wurde von der Staatssicherheit der DDR als Feindorganisation eingestuft und als solche intensiv beobachtet. 1979 stellte die Initiative ihre Arbeit ein.